# Harry Shepard Knapp
Harry Shepard Knapp (New Britain, Connecticut, 27 de junio de 1856 -Hartford, Connecticut, 6 de abril de 1923)  fue un Vicealmirante de la Marina de los Estados Unidos que participó en la Guerra hispano-estadounidense, la Campaña dominicana y la Primera Guerra Mundial. Estuvo en el cargo de representante militar de los Estados Unidos en Haití y fue el primer Gobernador militar estadounidense de Santo Domingo desde 1916 hasta 1918, aunque durante su administración en Santo Domingo hubo 4 gobernadores interinos.

## Biografía

### Primeros años e inicios de su trayectoria
Nació el 27 de junio de 1856 en New Britain, Connecticut y se graduó de la Academia Naval de los Estados Unidos el 20 de junio de 1878. Después de servir en el vapor de Pensacola, como guardiamarina cadete y en la fragata de vapor de Minnesota (BB-22) y la corbeta Jamestown como guardiamarina, fue comisionado como alférez el 8 de julio de 1882. Después de asignaciones a varios barcos y estaciones en tierra fue oficial ejecutivo en una cañonera al estallar la Guerra hispano-estadounidense. El 3 de agosto de 1908 se recompensó el servicio sobresaliente en una variedad de importantes palanquillas a flote y en tierra cuando Knapp asumió el mando del crucero protegido Charleston (C-22).
En 1909 Knapp ascendido a Capitán y fue asignado a la Junta General el 8 de enero de 1910. Aproximadamente por esta época se desempeñó de manera intermitente en la Junta Conjunta del Ejército y la Armada para la Defensa del Canal de Panamá. Él estuvo a cargo de Florida (BB-30) mientras ella estaba acondicionada y comandó el acorazado cuando se puso en servicio por primera vez el 15 de septiembre de 1911. El 8 de noviembre de 1915 Tomó el mando de Cruiser Force, Atlantic Fleet.

### Ocupación Estadounidense de la República Dominicana y la Primera Guerra Mundial

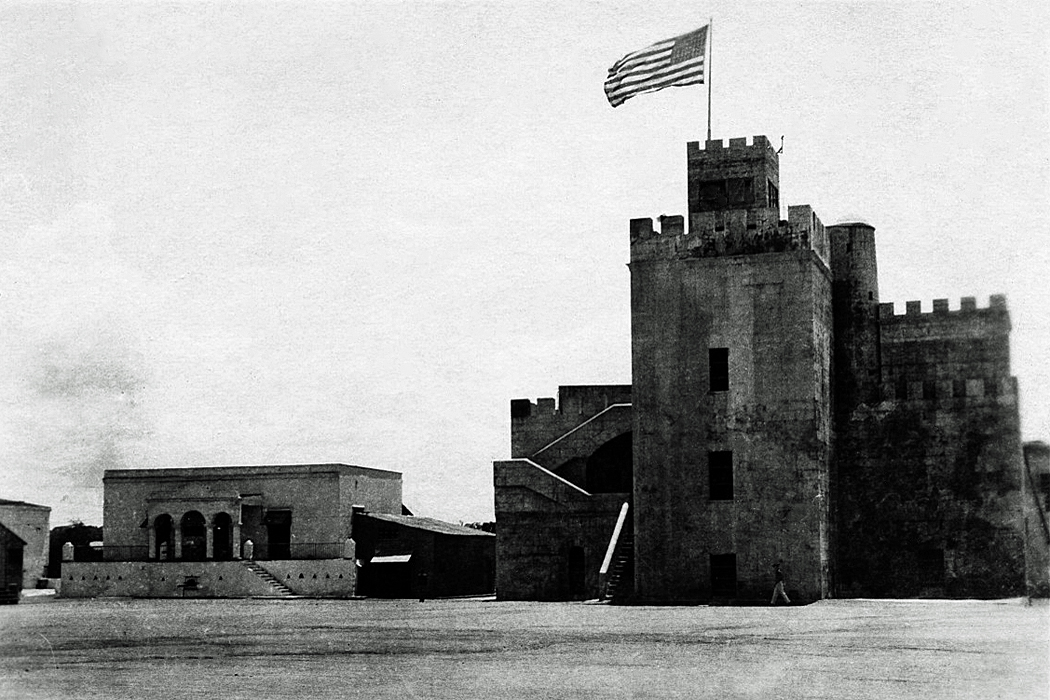
Bandera de los Estados Unidos en la Fortaleza Ozama, Ciudad de Santo Domingo.

El 17 de marzo de 1917 Knapp fue ascendido a Contralmirante y una semana antes de que Estados Unidos entrara en la Primera Guerra Mundial fue nombrado Gobernador militar de Santo Domingo luego de la destitución del presidente de la República Dominicana, Francisco Henríquez y Carvajal. El 18 de noviembre de 1918 fue remplazado por Ben Hebard Fuller como Gobernador militar de Santo Domingo. 
Knapp cooperó para proteger la navegación aliada de los submarinos alemanes y para proteger el mar Caribe de la agresión enemiga, gracias a su servicio meritorio el presidente Woodrow Wilson lo condecoro con la Cruz de la Armada. Poco después del armisticio de la guerra fue agregado naval en Londres con deberes de estado mayor y el 4 de febrero de 1920 asumió el mando de las fuerzas navales estadounidenses que operaban en aguas europeas con rango de Vicealmirante. 
Después de que el Vicealmirante Knapp fuera incluido en la lista de retirados a partir del 27 de junio de 1920, la Armada utilizó sus singulares habilidades, esto le valió el servicio activo temporal como consultor y casi diplomático. El 6 de abril de 1923 falleció en Hartford, Connecticut.

## Knapp(DD-653)

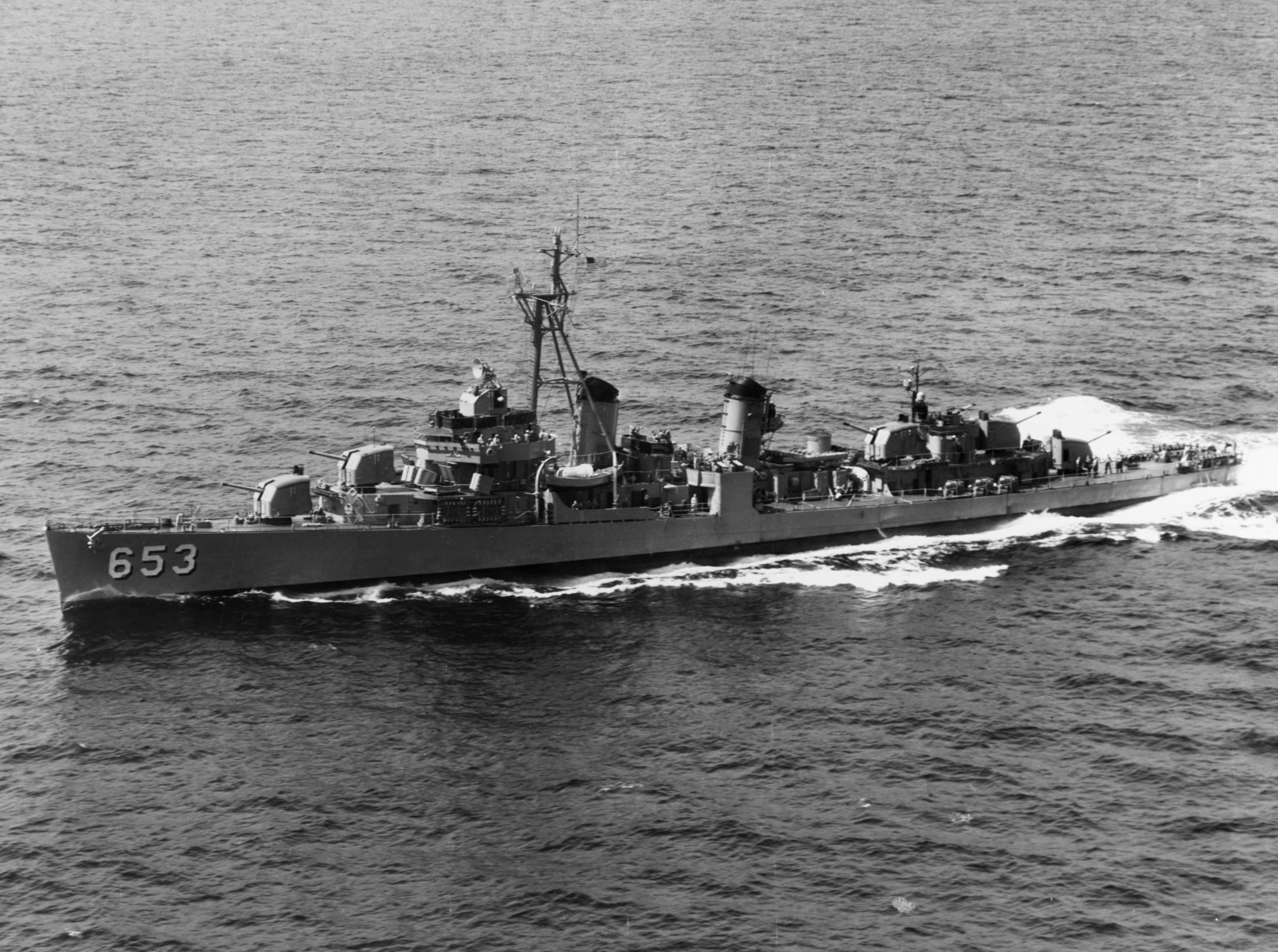
El destructor USS Knapp (DD-653) navegando durante el 15 de mayo de 1955.

El Fletcher -class destructor USS Knapp (DD-653) fue nombrado en honor a Harry Shepard Knapp. 
El 10 de julio de 1943 fue su botadura y recibió 8 estrellas de batalla por sus servicios en la Segunda Guerra Mundial. El destructor navegó por Panamá, Bermudas, los Estados Unidos, las islas Marshall, Nuevas Hébridas, el Territorio en Fideicomiso de las Islas del Pacífico, el Territorio de Hawái, Sri Lanka, Corea del Sur, Japón, la Mancomunidad Filipina, la Indochina francesa, la Colonia de Singapur. la República de China, Hong Kong británico, la Colonia de Adén Arabia Saudita, Turquía, Alemania Occidental, el Estado de Español, Portugal, Noruega, Reino Unido, Italia y Egipto.
El 4 de marzo de 1957 Knapp fue dado de baja y asignado al Long Beach Group, Pacific Reserve Fleet. Actualmente está en Bremerton, Washington.